# Kelly's of Cornwall
Kelly's of Cornwall là một nhãn hiệu kem có trụ sở tại Bodmin, Cornwall. Công ty được thành lập vào thế kỷ 19 tại St Austell và hoạt động dưới hình thức doanhệpp gia đình trong hơn 100 năm. Công ty hiện thuộc sở hữu của tập đoàn Froneri có trụ sở tại Yorkshire. Công ty đã đạt được sự nổi tiếng trên toàn Vương quốc Liên hiệp Anh với các chương trình quảng cáo trên truyền hình quảng bá tiếng Cornwall.
Từ tháng 6 năm 2013 đến tháng 6 năm 2014, Kelly's đã sản xuất khoảng 141⁄2 triệu lít kem đông lạnh. Trong cùng khoảng thời gian đó, công ty tuyên bố rằng họ là nhà sản xuất kem lớn thứ 6 ở Vương quốc Liên hiệp Anh và dự báo doanh thu dự kiến là 23 triệu bảng Anh cho năm 2016.

## Lịch sử

### Địa phương

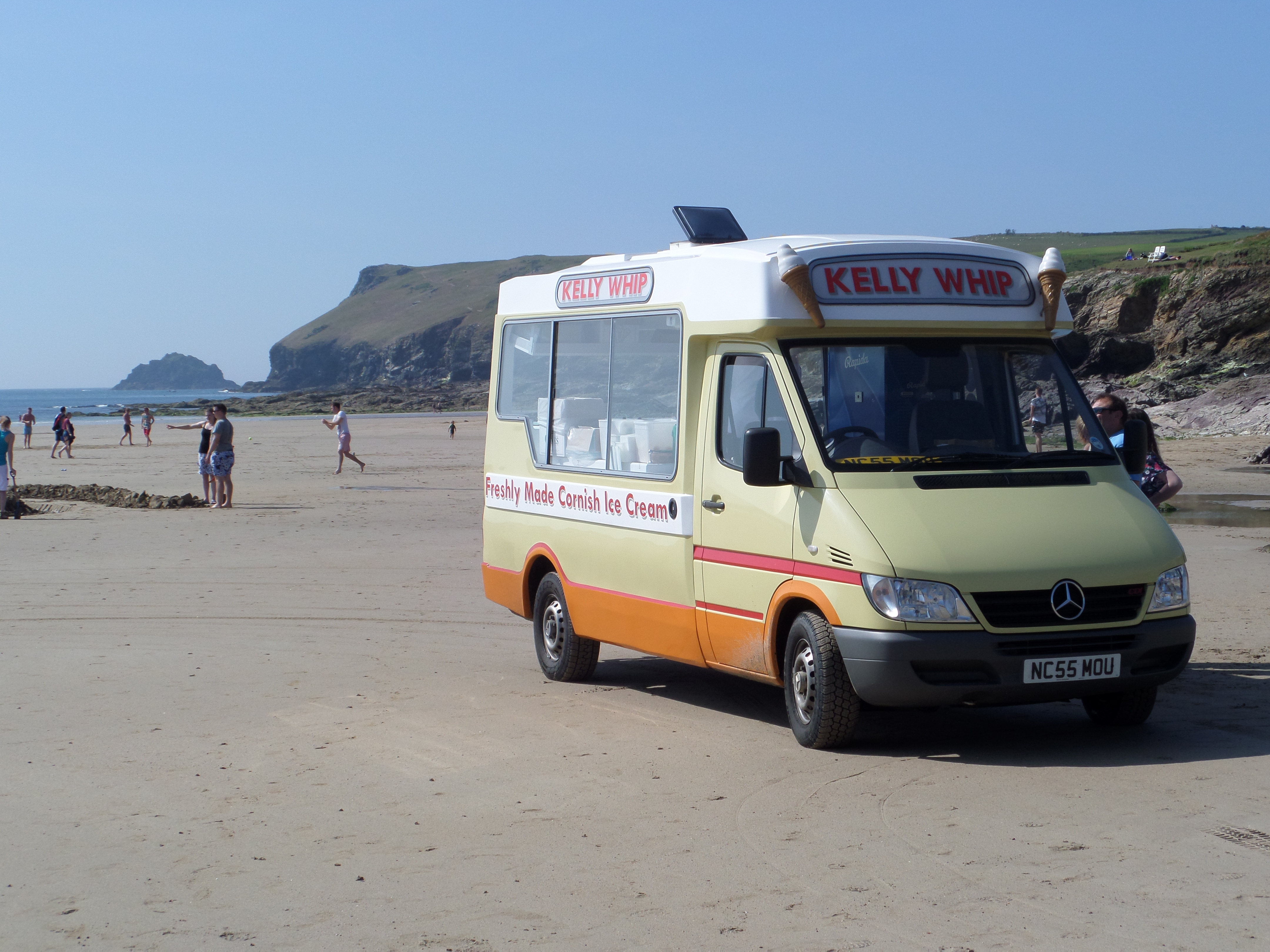
Một chiếc xe bán kem của Kelly đỗ tại Polzeath vào năm 2012

Công ty ban đầu được thành lập dưới hình thức một doanh nghiệp kinh doanh kem lạnh và fish and chips bởi Joseph Staffieri vào cuối thế kỷ 19, sau khi ông di cư từ Ý tới St Austell. Con rể của ông, Lazero Calicchia tiếp quản công việc kinh doanh vào năm 1918, sử dụng xe ngựa kéo để phân phối kem xung quanh Cornwall. Những chiếc xe bán kem lưu động của công ty thường xuyên lui tới các bãi biển và địa điểm tham quan ở Cornwall.
Các sản phẩm kem lạnh của công ty được sản xuất từ sữa và kem đông được nuôi và tiệt trùng tại một trang trại bò sữa tại Trewithen.

### Thành công trong nước
Trở thành một loại kem nổi tiếng ở Cornwall, R&R Ice Cream (nay là Froneri) đã thông báo mua lại công ty vào năm 2008 để cho phép sản phẩm được phân phối trên toàn quốc. The merger was completed in 2010 và cho phép sản phẩm được lưu trữ trong các siêu thị như Tesco, mặc dù công ty vẫn kiểm soát chặt chẽ những người được phép bán kem. Kelly's tiếp tục điều hành đội xe bán kem độc lập với R&R. Là một phần của việc tiếp quản, họ đã đầu tư nhiều hơn vào nhiều "cửa hàng múc" bán kem không cần quầy xung quanh Cornwall, bao gồm cả việc tân trang lại các tòa nhà. Tính đến năm 2016, Kelly's có ít nhất 49 cửa hàng trải rộng khắp quận.
Từ tháng 6 năm 2013 đến tháng 6 năm 2014, Kelly's đã sản xuất khoảng 14,5 triệu lít (3,2 triệu gallon Mỹ; 3,8 triệu gal Mỹ) kem kem vón cục của họ. Cùng năm đó, công ty tuyên bố họ là nhà sản xuất kem lớn thứ sáu ở Anh. Sau khi đạt doanh thu kỷ lục dự kiến là 23 triệu bảng Anh cho năm 2016, công ty đã thông báo sẽ đầu tư 2 triệu bảng Anh vào nhà máy Bodmin của mình, trên Khu công nghiệp Walker Lines, để tăng sản lượng.
Vào năm 2021, bao bì đã được đổi tên và nhiều loại kem được mở rộng để bao gồm các hương vị gợn sóng mâm xôi và sô-cô-la mới. Kelly's cũng thông báo rằng họ sẽ tài trợ cho Bumblebee Conservation Trust.

## Quảng cáo bằng tiếng Cornwall
"Yma res nowydh kavadow a Kelly's Cornish ice cream hag yw as tasty as."
 ("There's a new range of Kelly's Cornish ice cream available that is as tasty as.")
Công ty là một tổ chức ủng hộ mạnh mẽ tiếng Cornwall. Vào tháng 5 năm 2016, họ đã đầu tư 2 triệu bảng Anh với công ty quảng cáo Isobel cho một chiến dịch quảng cáo trực tuyến và truyền hình nổi bật. Quảng cáo lần đầu tiên được chiếu trên truyền hình quốc gia của Anh sử dụng tiếng Cornwall, kể về một người đàn ông đang bán kem trên cánh đồng nuôi bò sữa tại Millbrook. Nó được chiếu trong các khung giờ vàng trên truyền hình, bao gồm cả những quãng nghỉ trong chương trình Tìm kiếm Tài năng Anh.
Sau khi Chính phủ trung ương tài trợ cho ngôn ngữ Cornwall ngừng hoạt động vào năm 2016, các đại diện của công ty đã phản đối bên ngoài Cung điện Westminster. Sau thành công của quảng cáo, các ủy viên hội đồng ở Cornwall hy vọng rằng lợi nhuận của công ty có thể được tái đầu tư vào các chương trình địa phương giúp hồi sinh ngôn ngữ này. Mark Trevethan của Cornish Language Partnership nói rằng mặc dù các quảng cáo mang tính giải trí, nhưng chúng đã đưa ra quan điểm nghiêm túc về tầm quan trọng của ngôn ngữ và sự tôn vinh văn hóa địa phương.